# 9. Golden Globe-gála
A 9. Golden Globe-gálára 1952. február 21-én került sor, az 1951-ben mozikba került amerikai filmeket díjazó rendezvényt a los angelesi Hollywood Roosevelt Hotelben tartották meg.

## Filmes díjak
A nyertesek félkövérrel jelölve.

### Legjobb film – dráma
- Egy hely a nap alatt
- Bright Victory
- Detektívtörténet
- Quo Vadis?
- A vágy villamosa

### Legjobb film – vígjáték vagy musical
- Egy amerikai Párizsban

### Legjobb férfi főszereplő drámában
- Fredric March – Az ügynök halála
- Arthur Kennedy – Bright Victory
- Kirk Douglas – Detektívtörténet

### Legjobb női főszereplő drámában
- Jane Wyman – The Blue Veil
- Shelley Winters – Egy hely a nap alatt
- Vivien Leigh – A vágy villamosa

### Legjobb férfi főszereplő vígjátékban vagy musicalben
- Danny Kaye – A Riviérán
- Bing Crosby – Here Comes the Groom
- Gene Kelly – Egy amerikai Párizsban

### Legjobb női főszereplő vígjátékban vagy musicalben
- June Allyson – Too Young to Kiss

### Legjobb férfi mellékszereplő
- Peter Ustinov – Quo Vadis?

### Legjobb női mellékszereplő
- Kim Hunter – A vágy villamosa
- Thelma Ritter – The Mating Season
- Lee Grant – Detektívtörténet

### Legjobb rendező
- Benedek László – Az ügynök halála
- Vincente Minnelli – Egy amerikai Párizsban
- George Stevens – Egy hely a nap alatt

### Legjobb forgatókönyv
- Robert Buckner – Bright Victory

### Legjobb zene
- Victor Young – September Affair
- Dimitri Tiomkin – The Well
- Bernard Herrmann – A nap, mikor megállt a Föld

### Legjobb operatőr fekete-fehér filmnél
- Franz F. Planer – Az ügynök halála
- Franz F. Planer – Decision Before Down
- Willian C. Mellor – Egy hely a nap alatt

### Legjobb operatőr színesfilmnél
- William V. Skall – Que Vadis?

### Henrietta-díj
- Esther Williams

### Legjobb film a nemzeti összefogásban
- A nap, amikor megállt a Föld

### Speciális különdíj
- Alain Resnais

### Az év felfedezett színésze
- Kevin McCarthy

### Az év felfedezett színésznője
- Pier Angeli

## Fordítás
Ez a szócikk részben vagy egészben  a(z)   9th Golden Globe Awards című angol Wikipédia-szócikk fordításán alapul.  Az eredeti cikk szerkesztőit annak laptörténete sorolja fel. Ez a jelzés csupán a megfogalmazás eredetét és a szerzői jogokat jelzi, nem szolgál a cikkben szereplő információk forrásmegjelöléseként.